# Nikolaj Arabov
Nikolaj Arabov (in bulgaro Николай Арабов?; Sliven, 14 novembre 1953) è un ex calciatore bulgaro, di ruolo difensore.

## Palmarès

### Club

#### Competizioni nazionali
- Coppa d'Albania: 1

Tirana: 1993-1994